# Климент (Друмев)
Митрополит Климент Тирновський (у світському житті  Васил Друмев; 1841 (за іншими даними, 1838), Шумен — 10 липня 1901, Софія) — єпископ Болгарської православної церкви, вихованець Херсонської духовної семінарії. Також письменник і політик. Його визнано Національним героєм Болгарії.

## Життєпис
В юності брав участь у революційному русі, навіть кинув на деякий час семінарію, щоб у легіоні Георгія Раковського в Белграді готуватися до боротьби за болгарську державність. Закінчив Одеську семінарію та Київську духовну академію, де виховувався у московському патріотичному дусі.
У 1873 році став єпископом Болгарської Церкви, бере активну участь у політичному житті Болгарії, виступаючи за обмеження виборчих прав і будучи відвертим адептом російської зовнішньої політики в Болгарії.
У 1879-1880 роках протягом 4 місяців обіймав пост прем'єр-міністра Болгарії (і одночасно міністра народної освіти). За вказівкою князя Фердинанда в 1893 відправлений у Гложенський монастир.
Упродовж 1894–1898 років — голова Болгарського літературного товариства, ядра майбутньої Болгарської Академії наук.

## Навчання
Духовні цінності а також моральні засади особистості Васила Друмева були сформовані під вагомим впливом рідного для нього містечка — Шумена. У другій половині XVIII ст. тут була розміщена Преславська митрополія, а також функціювали церковно-парафіяльні навчальні заклади. Саме у Шумені 11 травня 1813 року було організовано вшанування пам'яті святих братів — Кирила та Мефодія. Ця подія здійснила істотний вплив на мешканців міста, серед яких був, зокрема й головний герой даної статті. Варто зауважити, що Друмев народився значно пізніше, у 1879 році. Але події 1813 року вплинули не лише на свідомість свідків вшанування пам'яті святих Кирила та Мефодія, а також й на свідомість наступних поколінь болгар. Друмев обрав шлях служіння Богу. Серед його церковних педагогів були також Стефан Ізворський та Сава Филаретов.
Під час Кримської війни (1853—1856 рр) юнак перервав навчання, оскільки військовий конфлікт істотно вплинув на духовний й моральний стан тринадцятирічного підлітка, Крім того, болгарські школи тоді були зачинені. Друмев прагнув приєднатися до російських військ. А потім — здобути освіту в одному з великих російських міст. Цей намір залишився нездійсненим: у 1855 році освітні заклади Болгарії були знову відкриті, й Друмев продовжив навчання. Значний вплив на нього здійснив Сава Доброплодні. Він запровадив своєрідні практично-духовні експедиції до руїн стародавнього болгарського міста Преслава. Васил здобув посаду помічника вчителя. Але у цей самий час здійснилася його давня мрія: він отримав стипендію для навчання у Російській Імперії. У 1858 році він опинився у місті Одесі, чому посприяла громада болгар міста. Оселився у щойно заснованому Південнослов'янському пансіоні. Саме тут він зустрівся із Георгієм Раковским що працював вихователем. Участь Друмева у національно-визвольному русі болгарського народу значною мірою визначалася впливом Раковского.
У Одесі Друмев написав перші у своєму житті вірші. У 1860 році створив повість «Нещасне прізвище» — першу болгарську оригінальну повість. Цей твір справив значне враження на болгарських читачів. Але у 1862 році перервав навчання й вирушив до Белграду, де узяв участь у Першій Болгарській Легії. Після її провалу, повернувся до Одеси. Продовжив навчання у семінарії. Написав наступну повість «Учень і благодійники» (1864—1865).
Навчання у Херсонській духовній семінарії тривало до червня 1865 р. Несхвальне ставлення Васила до тогочасного духовенства було продемонстровано у курсовій роботі «Моральні недоліки болгарського духовенства, згубний вплив їх на самих пастирів і паству, причини недоліків і засоби позбутися від них». На його думку притаманними болгарському духовенству рисами були лінощі та зловживання їжею.

## Подальше життя та суспільно-політична діяльність
Під час навчання брав активну участь у суспільно-політичному та культурному житті. Його зацікавила болгарська література. Разом із Павлом Калянджі, Димитром Благоевим, Іваном Гюзелевим, Васил у 1862 р. створив «Літературне товариство». Ця подія заклала підвалини його літературно-публіцистичної діяльності.
У 1865—1869 рр. навчався у Київській Духовній Академії. У Києві він прослухав курс не тільки духовних, а й світських наукових дисциплін. Надалі долучився до складу болгарської еміграції у Румунії. Там він спілкувався з діячами Болгарського Літературного Товариства, яке потім перетворилося на Болгарську Академію Наук. Під час установчих зборів Літературного товариства, що відбулися 29 вересня 1879 його було обрано секретарем зазначеної установи. Проте саме він був фактичним керівником, формальний голова товариства Марин Дринов постійно знаходився у Російській Імперії і не мав реальної можливості особисто керувати цією установою.
Незважаючи на величезну зайнятість в Літературному товаристві, Друмев активно діяв як педагог та письменник-драматург. У цей період була створена драма «Іванко, вбивця Асена I», Загалом цей період життя й діяльності Друмева були найбільш плідними: він перетворився на одного з найбільш видатних борців за духовну самобутність болгарського народу.
У 1872 р. було проголошено створення Болгарського екзархату. Але, цю церковну організацію не було визнано Константинопольським патріархатом та грецькою церквою. Крім того, болгарській церковній організації були потрібні священики. У 1873 р. Друмев залишив посаду директора Браїлівської школи, щоб цілком присвятити себе церковному служінню. 16 червня 1873 р. був пострижений у чернецтво і висвячений до сану ієродиякона митрополитом Доростольським і Червенським Григорієм (Нємцовим). 24 червня того ж року його було висвячено до сану ієромонаха, а 18 липня 1873 він був зведений до архімандрита. У 1873—1874 роках обіймав посаду протосінкела Доростол-Червенської митрополії. 21 квітня 1874 призначено вікарним єпископом Доростоло-Червенської митрополії Болгарського екзархату із церковним прізвищем Браницький. У період з 1875 до 1876 рр. знаходився на посаді у повітовому місті Тулче. У вересні 1878 року посів місце ректора Петропавлівської Духовної Семінарії Тирновської єпархії Болгарського екзархату. У 1878 році, після звільнення Болгарії від Османського панування, взяв активну участь у політичному житті, виступаючи за обмеження виборчих прав і підтримуючи русофільську політику. У 1878—1879 рр він обирався депутатом Установчих зборів, а також Великих Народних зборів Болгарії. Крім того, брав участь у створенні конституції Болгарії. Після невдачі першого кабінету міністрів, що його очолював Бурмов, у листопаді 1879 князь доручив Василу Друмеву створити новий уряд. Той звернувся із до консерваторів (Начевіч, Греков) з пропозицією увійти до складу нового кабінету міністрів. Сам Друмев обійняв посаду прем'єр-міністра Болгарського князівства від Консервативної партії і одночасно — посаду міністра народної освіти. Цей уряд існував до 24 березня 1880 року та поступився місцем ліберальному урядові Цанкова.
Починаючи з 27 травня 1884 року Друмев обіймав посаду митрополита Тирновського, а восени того ж року йому було доручено керувати Софійською єпархією. У період з 1885 по 1887 рік Друмев очолював Болгарський Червоний Хрест. А у 1886 році разом із Цанковим взяв участь у подіях, що призвели до зречення князя Олександра I Баттенберга. Надалі, Друмев вів боротьбу проти ліберального прем'єр-міністра Стефана Стамболова. 14 лютого 1893 У день народження князя Фердинанда I виголосив у церкві проповідь, за наслідками якої, Друмева було засуджено до трьох років тюремного ув'язнення за звинуваченням у неповазі до князя й підбурюванні бунту. Друмева помилував, власне, князь Фердинанд. Крім того, переслідування зробили його дуже популярним; коли після державного перевороту у Болгарії 18 травня 1894, він приїхав до Софії, його зустрічали величезні натовпи народу, влаштовуючи овації. У 1894—1898 рр. Друмев знову очолював Болгарське Літературне Товариство.
Помер 10 липня 1901 року у Софії.